# شمکند
چیمکَند (صورت‌های دیگر: چیمکنت، شیمکنت، شمکند، به قزاقی: Шымкент / Şımkent، شىمکه‌نت) شهری است در قزاقستان و مرکز استان ترکستان.
چیمکند با ۶۲۹٬۶۰۰ نفر جمعیت (سال ۲۰۱۱) پس از آلماتی و آستانه سومین شهر پرجمعیت قزاقستان است.
چیمکند در ۶۹۰ کیلومتری غرب آلماتی و ۱۲۰ کیلومتری شمال تاشکند، پایتخت ازبکستان، واقع شده‌است.
پسوند کند در اسامی شهرهای خراسان و ماوراءالنهر زیاد دیده می‌شود. ریشه آن از پارسی باستانی «کنتا»، سغدی «کنت» بمعنی دژ یا شهر است که در برخی موارد معرب شده‌است. مانند:
تاشکند (ازبکستان)
سمرقند (ازبکستان)
خوقند (ازبکستان)
یارکند (اویغورستان، سین‌کیانگ چین)
چیمکند (قزاقستان)
تارکند (قرقیزستان)
اوزکند (قرقیزستان)
پنجکند(تاجیکستان)
خجند (تاجیکستان)
بیرجند (ایران)
قصرقند (ایران)
چارکند (افغانستان)
آرامگاه خواجه احمد یسوی، صوفی و عارف نامدار سده ۶ هجری در این شهر قرار دارد.
چیمکند در سده دوازدهم میلادی در مسیر راه ابریشم و به عنوان کاروانسرایی برای پاسداری از شهر اسپیجاب که در ده کیلومتری خاور چیمکند قرار دارد ساخته شد. محل این کاروانسرا با گذر زمان به بازاری برای بازرگانی میان کوچ‌نشینان و یکجانشینان تبدیل شد.

## مردم‌شناسی
- قزاق‌ها ۵۵٫۷٪
- روس‌ها ۱۵٫۷٪
- ازبک ۱۵٪
- تالش ۲٫۷٪
- دیگران ۱۰٫۹٪[۲]

ترکیب قومی شهر در سرشماری ۱۸۹۷:
- مجموع - ۱۱ ۱۹۴
- سارت/ازبک ۹ ۴۶۸ (۸۴٫۵۸٪)
- روس - ۸۳۳ (۷٫۴۴٪)
- قرقیز-قیساق-قره‌قرقیز - ۴۵۱ (۴٫۰۳٪)

## نگارخانه

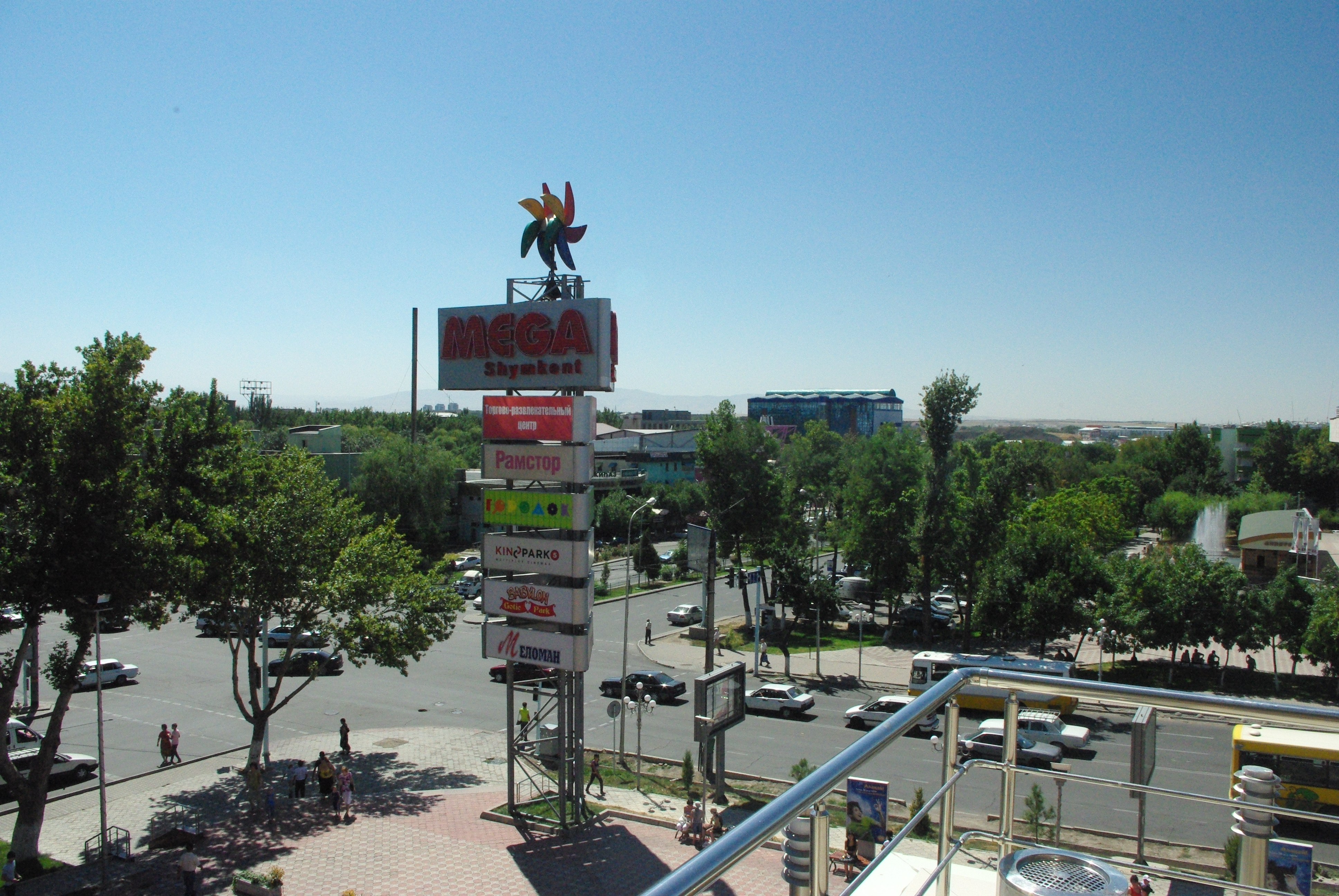
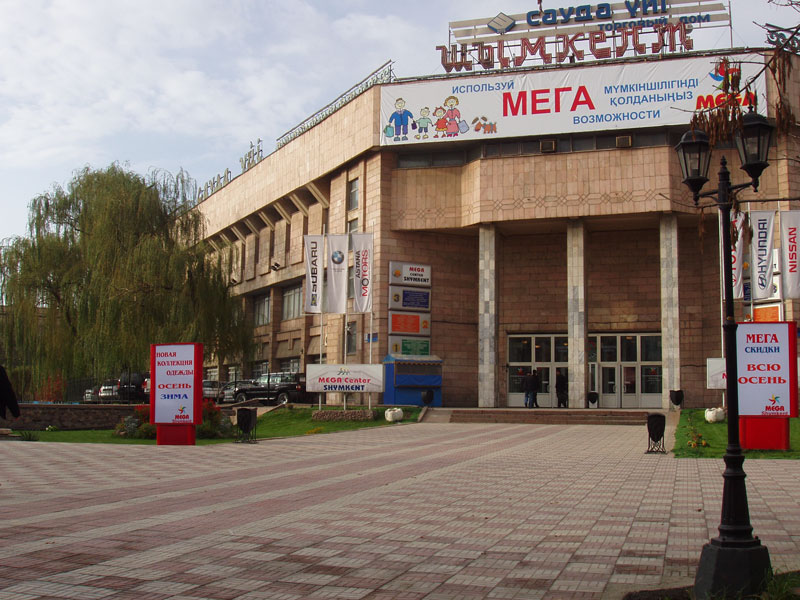
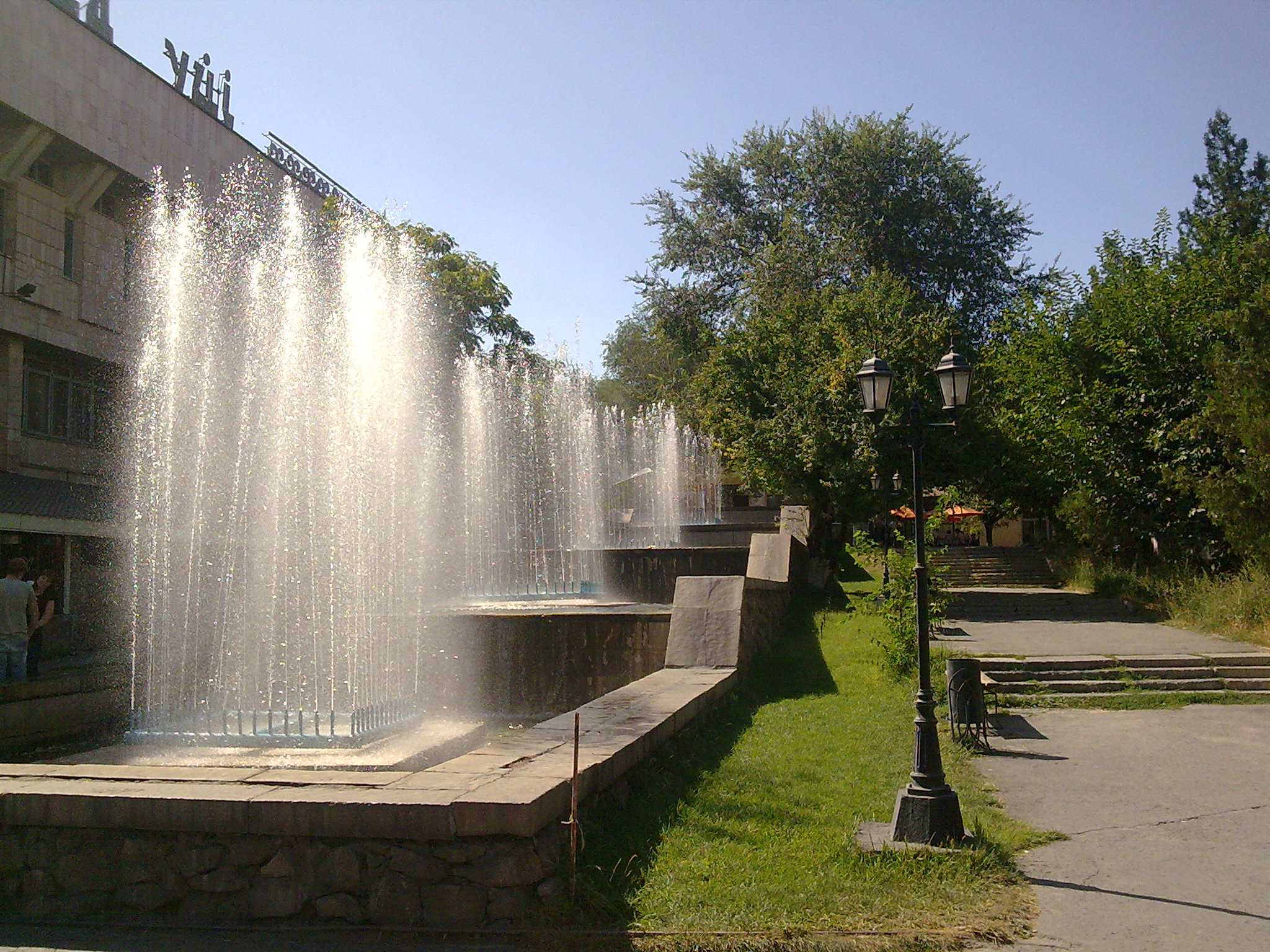
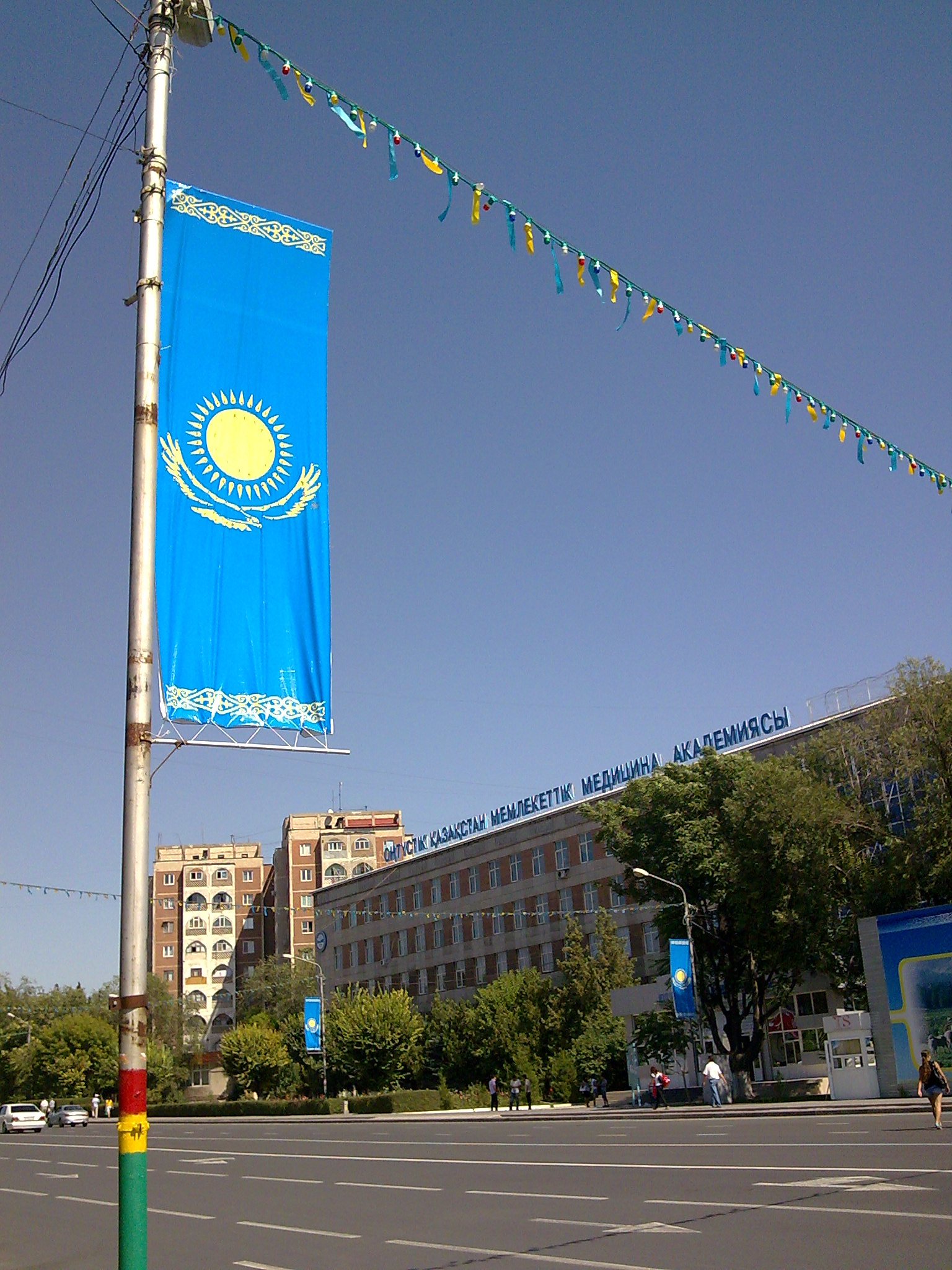
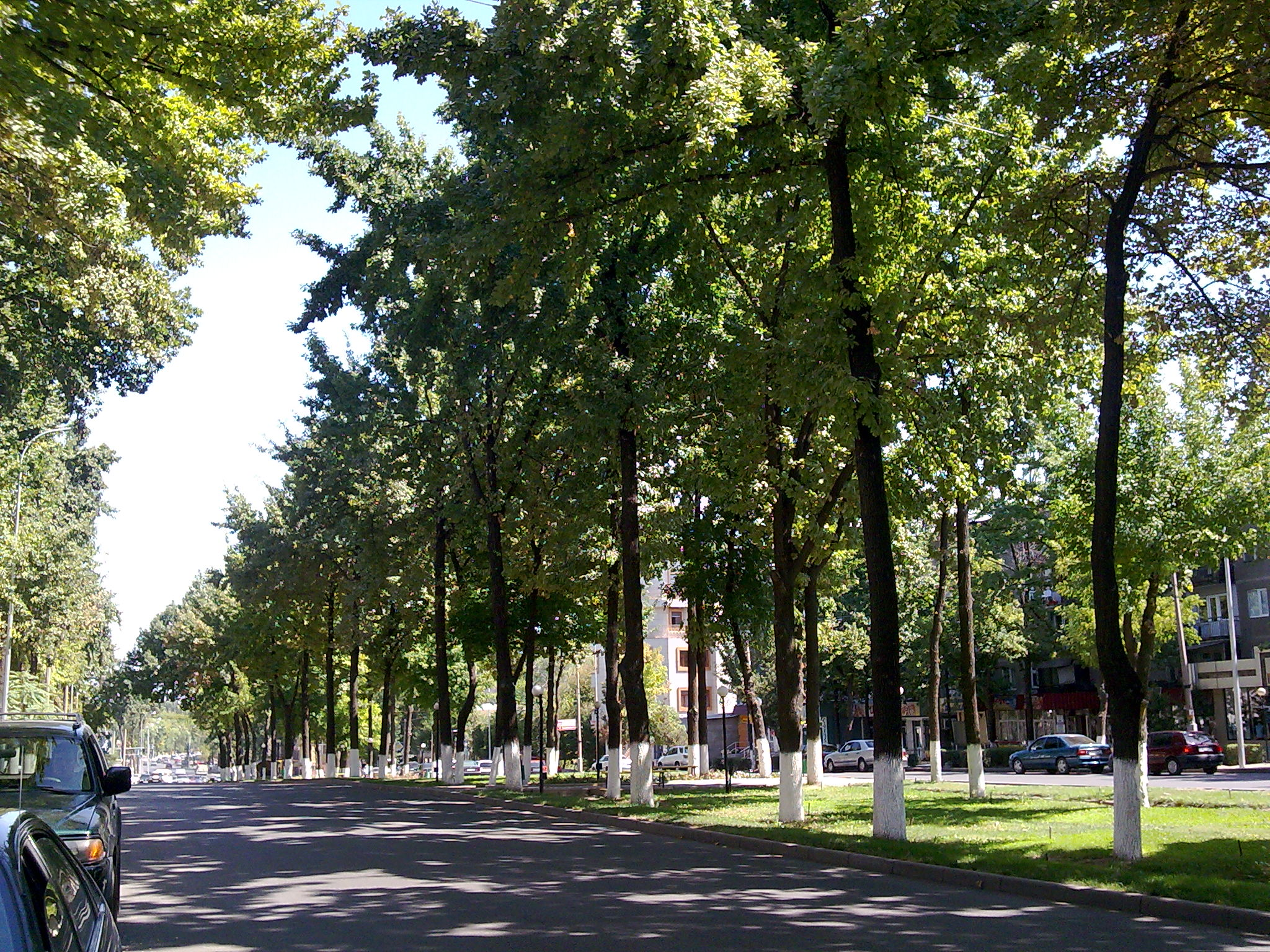
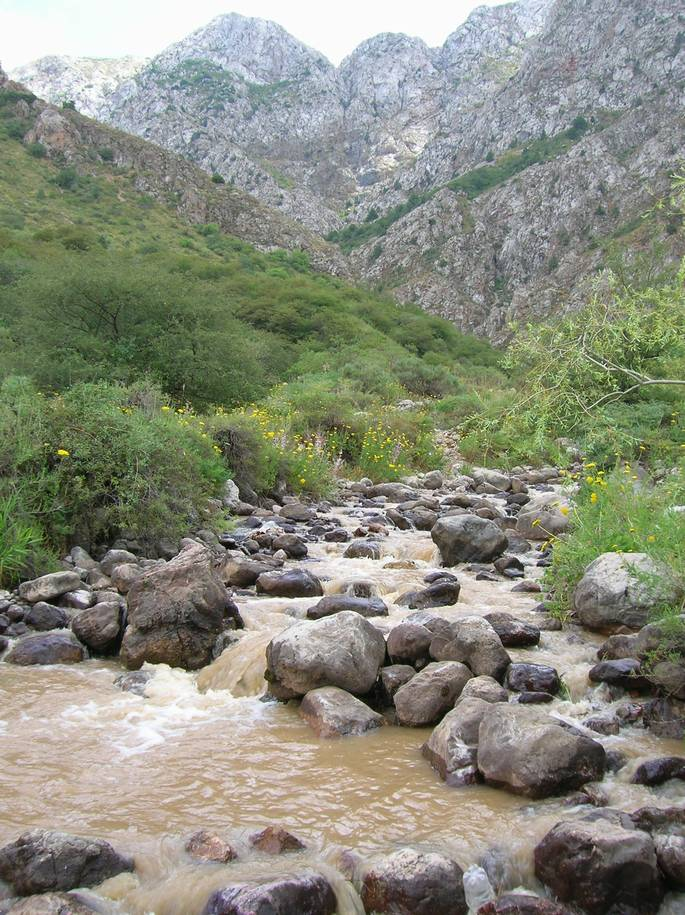